# Jewhen Odyncow
Jewhen Jurijowycz Odyncow, ukr. Євген Юрійович Одинцов (ur. 23 sierpnia 1986 w Eupatorii, obwodzie krymskim) – ukraiński piłkarz, grający na pozycji obrońcy lub pomocnika.

## Kariera piłkarska

### Kariera klubowa
Wychowanek UOR Symferopol, barwy którego bronił w juniorskich mistrzostwach Ukrainy (DJuFL). Karierę piłkarską rozpoczął 16 czerwca 2005 w klubie Tawrija Symferopol, w 63 minucie wchodząc na boisko na zmianę i strzelając w 90 minucie swojego pierwszego gola. Latem 2006 odszedł do Chimika Krasnoperekopsk. W kolejnym sezonie bronił barw Dnipra Czerkasy. Latem 2008 zasilił skład klubu Naftowyk-Ukrnafta Ochtyrka, a w 2010 przeszedł do Stali Ałczewsk. W lipcu 2012 przeniósł się do FK Połtawa, a po zakończeniu sezonu kontrakt z piłkarzem został anulowany. 9 lipca 2013 został piłkarzem Olimpika Donieck, w którym występował do grudnia 2014.

## Sukcesy i odznaczenia

### Sukcesy klubowe
- mistrz Pierwszej ligi Ukrainy: 2014